# Katalin Novák
Katalin Éva Veresné Novák (Szeged, 6 de septiembre de 1977) es una política húngara, presidenta de Hungría, desde 2022 hasta 2024. Previamente se desempeñó como ministra de Asuntos de la Familia de 2020 a 2021, también fue miembro del Parlamento desde 2018 a 2022. Fue la candidata de Fidesz a la presidencia de Hungría en las elecciones de 2022 y es cristiana calvinista.

## Educación
Después de completar su educación secundaria en la Escuela Secundaria Endre Ságvári en Szeged en 1996, estudió Economía en la Universidad Corvinus y Derecho en la Universidad de Szeged, incluidos estudios en la Universidad Paris Nanterre. Además de su natal húngaro, sabe hablar francés, inglés, español y alemán.

## Carrera
Novák comenzó a trabajar en el Ministerio de Relaciones Exteriores en 2001, especializándose en la Unión Europea y asuntos europeos. En 2010 se convirtió en asesora ministerial y en 2012 fue nombrada jefa de Gabinete del Ministerio de Recursos Humanos.
En 2014, fue nombrada secretaria de Estado de Juventud y Familia en el Ministerio de Capacidades Humanas y en octubre de 2020, asumió el cargo de ministra.
Fue vicepresidenta de Fidesz, el partido del líder Viktor Orbán, desde 2017 a 2022. Fue elegida en 2022, presidenta del país con el apoyo de la gran mayoría de la que gozaba Fidesz en el parlamento húngaro.
En febrero de 2024, renunció al cargo de presidenta de Hungría forzada por el escándalo estallado por su indulto del subdirector de un centro de menores condenado por encubrir a su jefe, que había abusado sexualmente de niños. La exministra de Justicia, Judit Varga, que dio el visto bueno a la medida de gracia y que iba a encabezar las listas a la Eurocámara también abandonó sus cargos por la polémica desatada.
El Parlamento húngaro aceptó su renuncia el 26 de febrero de 2024. Ese mismo día el parlamento realizó una elección para elegir al nuevo presidente de Hungría, en donde salió victorioso Tamás Sulyok.

## Vida personal
Katalin Novák está casada y tiene tres hijos.